# (2323) Зверев
(2323) Зверев  — типичный астероид главного пояса, который был открыт 24 сентября 1976 года советским астрономом Николаем Степановичем Черных в Крымской астрофизической обсерватории. Назван в честь советского астронома и астрометриста,  члена-корреспондента АН СССР М. С. Зверева.
Период обращения вокруг Солнца у этого астероида составляет 2042,4779819 земных суток.